# Giovanni Previtali
Giovanni Previtali (Firenze, 4 marzo 1934 – Roma, 3 febbraio 1988) è stato uno storico dell'arte italiano.

## Biografia
Dapprima allievo di Lionello Venturi all'Università di Roma, si trasferì nel 1954 all'Università di Firenze per seguire le lezioni di Roberto Longhi, con cui si laureò nel 1957 discutendo una tesi sulla fortuna dei primitivi poi pubblicata da Einaudi nel 1964. Di idee marxiste, collaborò dal 1961 alla rivista di Longhi, Paragone, ma, a seguito di attriti emersi dopo la morte di quest'ultimo, si dimise nel 1971. Nel 1961 soggiornò a Parigi. Fondò assieme all'archeologo Mauro Cristofani la rivista Prospettiva nel 1975. Previtali insegnò alle Università di Messina, Siena e Napoli. Negli Anni Settanta egli fu il coordinatore dei primi quattro volumi della Storia dell'arte, una monumentale enciclopedia per l'Editore Einaudi curata da lui e da Federico Zeri.

## Opere
- Giotto, in I Maestri del colore, voll. XXV e XXVI, Milano, Fratelli Fabbri Editori, 1963.
- La fortuna dei primitivi. Dal Vasari ai neoclassici, Torino, Einaudi, 1964; nuova edizione riveduta e ampliata, con una nota introduttiva di Enrico Castelnuovo, Torino, Einaudi, 1989.
- Gli affreschi di Giotto a Padova, Fabbri-Skira, Milano, 1965.
- Gli affreschi di Giotto ad Assisi, Collana Grandi decoratori, Fabbri-Skira, Milano, 1965.
- Piero della Francesca, in I Maestri del colore, vol. LXXXIX, Fratelli Fabbri Editori, Milano, 1965.
- Giotto e la sua bottega, Fabbri Editori, Milano, I ed. 1967- II ed. aggiornata 1974; pref. di Alessandro Conti, Rizzoli Libri illustrati, Milano, 1993.
- La pittura del Cinquecento a Napoli e nel Vicereame, Collana Saggi n.595, Einaudi, Torino, 1978.
- Andrea da Salerno nel Rinascimento meridionale, catalogo della mostra, Certosa di San Lorenzo, Padula (Salerno), 21 giugno-31 ottobre 1986; Firenze, 1986
- Studi sulla scultura gotica in Italia: storia e geografia, pref. Luciano Bellosi, Collana Biblioteca di storia dell'arte.Nuova serie n.15, Einaudi, Torino, 1991, ISBN 88-06-11881-1.
- La pittura a Napoli tra Cinquecento e Seicento, Guida, Napoli, 1991.
- Recensioni, interventi, questioni di metodo. Scritti da quotidiani e periodici 1962-1988, pref. Riccardo Naldi e Andrea Zezza, Paparo, Napoli, 1999.

## Curatele e Prefazioni
- Enciclopedia Feltrinelli Fischer.  3 volumi: Arte 2, 23. 2/I, 23. 2/II, Feltrinelli, Milano, 1971.
- Giovan Pietro Bellori, Le vite de' pittori, scultori et architetti moderni, a cura di Evelina Borea, pref. G. Previtali, Collana i millenni, Einaudi, Torino, I ed. 1976.
- Storia dell'arte italiana. Questioni e metodi, Parte prima. Materiali e problemi, volume I, Collana Grandi Opere, Einaudi, Torino, 1978.
- Storia dell'arte italiana. L'artista e il pubblico, Parte prima. Materiali e problemi, volume II, Collana Grandi Opere, Einaudi, Torino, 1979.
- Storia dell'arte italiana. L'esperienza dell'antico, dell'Europa, della religiosità, Parte prima. Materiali e problemi, volume III, Collana Grandi Opere, Einaudi, Torino, 1979.
- Storia dell'arte italiana. Ricerche spaziali e tecnologie, volume IV, Collana Grandi Opere, Einaudi, Torino, 1980.
- Roberto Longhi, Caravaggio, Editori Riuniti, Roma, 1982.

## Archivio personale
Il suo archivio è stato donato nel maggio 2014 alla Biblioteca di area umanistica dell'Università degli Studi di Siena. È suddiviso in serie: corrispondenza; documenti; materiali di studio e di lavoro.